# Viabrea
Viabrea es una entidad de población española del municipio de Riells i Viabrea, perteneciente a la provincia de Gerona, en la comunidad autónoma de Cataluña.

## Historia
Hacia mediados del siglo XIX, el lugar, que por entonces ya compartía municipio con Riells, tenía contabilizada una población de 105 habitantes. Aparece descrito en el decimosexto volumen del Diccionario geográfico-estadístico-histórico de España y sus posesiones de Ultramar de Pascual Madoz de la siguiente manera:

VIABREA (vulgo San Llop): ald. en la prov. de Gerona (6 leg.), part. jud. de Sta. Coloma de Farnés (3), aud. terr., c. g. y dióc. de Barcelona (8), ayunt. de Rielles (3/4). sit. en terreno áspero y desigual, á la orilla izq. del r. Tordera, entre Batlloria y Gaserans; combátenle los vientos del N. y SE.; su clima es templado y sano, y las enfermedades comunes fiebres intermitentes. Tiene 34 casas de mal aspecto y construccion en lo general; una igl. parr. aneja de la de Riells (San Estéban Sa Bruguera), llamada de San Llop (San Lupo) servida por el cura de la matriz, y contiguo á ella se halla el cementerio: los vec. se surten de aguas de varias fuentes, y de las de un riach. que baja de Riells. El térm. confina N. Riells y Breda; E. el último y Gaserans; S. Batlloria y Gualba, y O. el mismo y otra vez Riells. El terreno es arcilloso con mezcla de arena, casi todo de secano; le fertiliza en parte el citado riach., cuyas márg. se ven cubiertas de álamos blancos y abedules; hay una cantera de piedra de cal de buena calidad. caminos: el principal es el del Valles, que pasando por San Celoni se dirige á Hostalrich y á Gerona; los demas son vecinales. prod.: trigo, maiz, legumbres, vino, castañas y bellotas; cria ganado lanar, cabrio, vacuno y de cerda, caza de conejos y volateria, y pesca de barbos en el Tordera. ind.: un molino harinero y 2 fáb. de ladrillos. comercio: importacion de aceite, arroz y pesca salada, y esportacion de vino, granos, ganados y maderas. pobl.: 21 vec., 105 alm. cap. prod.: 1.035,200 rs. imp.: 23,880.
(Madoz, 1850, p. 7)

En 2022, la entidad singular de población tenía empadronados 340 habitantes y el núcleo de población 320 habitantes.

## Patrimonio
En el lugar hay una iglesia bajo la advocación de San Llop.